# Carlisle Companies
Carlisle Companies ist ein US-amerikanischer Mischkonzern. Die Unternehmensgruppe ist in den Bereichen Baustoffe, Kabel und Steckerverbindungen, Beschichtungstechnik und Bremssysteme aktiv.
Das Unternehmen wurde 1917 als Carlisle Tire and Rubber Company in Carlisle (Pennsylvania) gegründet und produzierte Fahrradschläuche. Ab den 1950er Jahren begann Carlisle durch Unternehmensübernahmen in andere Produktgruppen zu expandieren. Im Jahr 1960 ging das Unternehmen an die Börse. Die Unternehmenssparte Carlisle Transportation Products, die das Geschäft mit Fahrzeugreifen beinhaltete, wurde 2013 an American Industrial Partners veräußert.